# Католическа църква
Католическата църква е най-многобройната християнска Църква в света с 1,2 млрд. последователи.
В рамките на Католическата църква има различни доктринални и богословски традиции, като Източнокатолическите църкви, персоналните ординариати и религиозните общности. Различават се католически църковни общности от източен обред (наричани Източнокатолически църкви) и от латински обред. Често изразът Римокатолическа църква се приема като синоним на Католическа църква, но Източнокатолическите църкви използват този термин в тесен смисъл, подразбирайки само католическите църкви от латински обред. Във вътрешни документи Римокатолическата църква използва като самоназвание само термина Църквата (с определителен член на езиците, които го имат) или Вселенска църква (Notae ecclesiae). Източнокатолическите църкви, макар да са поместни католически църкви, се намират в юрисдикцията на римския папа (върховния лидер на Римокатолическата църква) чрез Конгрегацията за източните църкви (част от Римската курия), създадена през 1862 г. Съществуват обаче католически църкви – като Полската национална католическа църква и Старокатолическата църква в Полша, които се считат за абсолютно независими, за разлика от Източнокатолическите църкви, признаващи в някаква степен, по някои въпроси върховенство на римския папа.
Католическата йерархия включва кардинали и епископи; Римокатолическата църква се оглавява от епископа на Рим, наричан папа. Католическата църква се самоопределя като единствената истинска църква, божествено основана от Исус Христос, и смята своите епископи за наследници на Христовите апостоли, а епископа на Рим – за наследник на първия сред тях – свети Петър, на което се дължи неговото върховенство в църквата. Църквата смята, че доктрината на вярата и моралът, който тя представлява окончателно, са непогрешими.
Католическата църква почита Светата Троица и определя за своя мисия разпространението на евангелската проповед на Исус Христос, извършването на тайнствата и благотворителността. Католическото богослужение е силно фокусирано върху литургията, с която се отбелязва тайнството на евхаристията. Според Католическата църква, когато са осветени от ръкоположен свещеник, хлябът и виното, използвани в литургията, действително се превръщат в плът и кръв Христова чрез преосъществяване. Тя практикува закрито причастие, като обикновено само на кръстените членове на Църквата в състояние на благодат е разрешено да получат евхаристията. Църквата има специално отношение към Богородица, за която поддържа четири конкретни догми – за нейното непорочно зачатие без първороден грях, за нейния статут като Майка Божия, за нейната вечна девственост и за нейното телесно възнасяне на небето след края на земния ѝ живот.
Католическото социално учение акцентира върху подкрепата за бедните и онеправданите чрез милосърдни дела като социални програми и институции по света, включително католически училища, университети, болници, мисии и приюти, както и благотворителни организации, като Каритас, които помагат на бедните, старите и болните.
Католическата църква е една от най-старите институции в света и играе важна роля в историята на Западната цивилизация, вдъхновявайки изкуствата, културата и философията. През Средновековието тя замества Римската империя като обединяваща сила в Западна Европа и папството се ангажира активно в политиката. Католическата и Източноправославната църква се разделят при Източно-Западната схизма през 1054 г.

## Наименование
Наименованието „католически“ произлиза от гръцката дума καθολικός („вселенски“, „отнасящ се към цялото“) и е използвана за пръв път като определение за църквата в началото на II век. Това става в едно писмо на антиохийския епископ Игнатий Богоносец, писано около 110 година. През IV век епископ Кирил Йерусалимски използва израза „католическа църква“, за да разграничи православната църква от други религиозни групи, които също се наричат църкви.
След Източно-Западната схизма от 1054 година наименованието „католическа църква“ започва да се използва за църквите, които остават в общение със Светия престол, за разлика от източните православни църкви. След Реформацията през XVI век определението „католически“ става и отграничително за новосъздадените протестантски църкви.
Самата църква в свои официални документи най-често използва за себе си наименованието „Католическа църква“. В същото време в документи на Светия престол и на някои национални епископски конференции понякога се използва и името „Римска католическа църква“. Катехизисът на папа Пий X, публикуван през 1908 година, също използва определението „Римска“, за да разграничи Католическата църква от други християнски общности, които не са в пълно общение с църквата на Рим.

## Организация и демография

### Папство и Римска курия
Йерархията на Католическата църква се оглавява от епископа на Рим, наричан по-често папа, който е водач на световната Католическа църква. Тя се състои от Латинската църква и Източнокатолическите църкви, които се намират в евхаристично общение с епископския престол на Рим. На 13 март 2013 година папският конклав избира за папа Франциск.
Администрацията на папата се нарича Папство, като според доктрината на Католическата църква то е учредено от Исус Христос с предаването на ключовете за Рая на апостол Петър. Църковната юрисдикция на папата се нарича Свети престол или Апостолически престол. Пряко подчинена на папата е и Римската курия, централният управляващ орган, който ръководни ежедневните дела на Католическата църква. Освен това папата е суверен на Ватикана, град-държава, разположена във вътрешността на град Рим. В правно отношение Светият престол е разграничен от Ватикана, като международните отношения на Ватикана се осъществяват чрез Светия престол.
„Кардинал“ е почетна титла, давана от папите на църковни дейци, като водещи фигури в Римската курия, епископи на големи градове и изтъкнати богослови. Кардиналите образуват Кардиналска колегия, съвещателен орган, към който папите могат да се обръщат за съвети и съдействие при управлението на църквата. В случай на смърт или оттегляне на папата, новият папа се избира от членовете на Кардиналската колегия, които са на по-малко от 80 години, които образуват папски конклав. Макар на теория за папа да може да бъде избран всеки мъж католик, от 1389 година насам на този пост винаги са избирани само кардинали.

### Автономни обособени църкви
Католическата църква е съставена от 23 автономни обособени църкви, всяка от които признава върховенството на епископа на Рим по въпросите на доктрината. Тези църкви, наричани също с латинския термин sui iuris, са общности от католици с форми на богослужение, отразяващи различни исторически и културни влияния, но оставащи в рамките на общата католическа доктрина. По принцип всяка sui iuris църква е оглавявана от патриарх или епископ с висок ранг и разполага с известна степен на самоуправление по отношение на своята вътрешна организация, ритуали, литургичен календар и други страни на своята дейност.
Най-голямата от обособените църкви е Латинската църква, която обхваща над 98% от всички католици. Тя се формира в Южна Европа и Северна Африка, след което се разпространява в Западна, Централна и Северна Европа, а впоследствие и по целия свят. Латинската църква се смята за най-стария и голям клон на Западното християнство, съвкупност от вярвания и обичаи, възникнали в различни европейски страни, някои от които се споделят също от много християнски църкви, водещи началото си от Реформацията.
Останалите 22 автономни обособени църкви са Източнокатолическите църкви, наброяващи около 17,3 милиона члена (2010). Източнокатолическите църкви следват традициите на Източното християнство и включват църкви, които винаги са били в евхаристично общение с Католическата църква, и такива, които са избрали да го възстановят след период на схизма. Някои Източнокатолически църкви се оглавяват от патриарх, избран от синод на епископите, други от върховен архиепископ или митрополит, а трети са организирани в отделни епархии. Една от 22-те Източнокатолически църкви е българската Църква на съединените с Рим българи. В Римската курия има специален отдел, отговарящ за отношенията с Източнокатолическите църкви – Конгрегация за източните църкви.

### Диоцези, енории и религиозни ордени
Отделните страни, области или големи градове се обслужват от местни обособени църкви, наричани диоцези или епархии и оглавявани от епископ. Всеки диоцез е в единство с една от световните sui iuris обособени църкви, т.е. с Латинската църква или с една от Източнокатолическите църкви. Към 2008 година цялата Католическа църква обхваща 2 795 диоцеза. Епископите в дадена страна или регион често са организирани в епископска конференция, която помага за поддържането на единен стил на богослужение и координира социалните програми в областите, обслужвани от членуващите в нея епископи.
Диоцезите от своя страна се разделят на множество индивидуални общности, наричани енории, всяка от които е обслужвана от един или повече свещеници, дякони или светски свещенослужители. Енориите са отговорни за ежедневното почитане на тайнствата и пастирската грижа за католическите вярващи.
Ръкоположени духовници, както и светски католици, могат да водят посветен живот или самостоятелно (като отшелници или посветени девици), или включвайки се в светски или религиозен институт за посветен живот (орден), в който приемат клетви, потвърждаващи желанието им да следват трите евангелски съвета за целомъдрие, бедност и подчинение. Примери за такива институти за посветен живот са ордените на бенедиктинците, кармелитите, доминиканците и францисканците. Голямото мнозинство от членовете на институтите за посветен живот са жени – 743 хиляди от общо 945 хиляди през 2006 година. Те участват в различни дейности, от съзерцателни молитни до преподаване, осигуряване на медицински грижи и мисионерска работа.

### Демографска статистика
През 2011 година членовете на Католическата църква наброяват 1,214 милиарда души (17,5% от населението на света) при 437 милиона през 1950 година и 654 милиона през 1970 година. В годините след 2010 годишното нарастване на броя на католиците е 1,5% – 2,3% в Африка и 0,3% в Америка и Европа. 48,8% от всички католици живеят в Америка, 23,5% в Европа, 16,0% в Африка, 10,9% в Азия и 0,8% в Океания. Католиците са повече от половината християни по света.
През 2011 година броят на католическите свещеници е около 413 хиляди души, като числеността им нараства най-бързо в Азия и Африка – съответно с 39% и 32% спрямо 2000 година.

## Обреди
Основно тайнство в Католическата християнска църква (както и в Православната) е Светата литургия. Представлява пресъздаване на жертвоприношението от Новия завет, в което Исус Христос се принася в жертва за хората чрез хляба и виното, олицетворяващи тялото и кръвта на Божия син. Римокатолическата литургия се състои от Литургия на словото и Евхаристийна литургия. Литургията на словото съдържа четенията от Светото писание, предвидени за съответния ден. Те са както от Стария, така и от Новия Завет на Библията, и задължително псалм от книгата Псалтир на Свети Пророк Цар Давид. Евхаристичната част съдържа приемането на даровете и преломяването на хляба и виното – точно пресъздаване на последните моменти от живота на Исус Христос. Причастието е върховният миг на литургията. Всеки, който няма тежък или смъртен грях, католик, може да приеме Светото Причастие (Евхаристия). Това означава, че тези, които не се намират в благодатно състояние, т.е. извършили са тежък грях и не са се изповядали, не могат да се причестят и ако го направят, извършват светотатство, което е тежък смъртен грях.
Освен тайнството Причастие, както и в Православната църква, другите тайнства са Кръщение, Изповед, Свещенство, Брак и Маслоосвещение. В Римокатолическата църква се извършва отделно тайнството Миропомазание или Конфирмация (потвърждение)- помазване с миро на младите католици, навършили определена възраст, обикновено 14-15 години.
За разлика от Източноправославната църква, от XI век в Римокатолическата църква свещениците от латинския обред дават обет за безбрачие т.нар. целибат. Това изискване не се отнася за тези от източен обред, т.нар. „присъединени“ към Рим или иначе казано, „униатски“ църкви.
Римокатолическата църква не допуска трикратен развод по никакъв повод. Думите на Христос: „Което Бог е съчетал, човек да не разлъчва“ се спазват вярно в католическата доктрина. Развод е възможен само в изключителни случаи, и това става след изрично разрешение на Римския Папа, за което обикновено се чака с години. В Православната църква се допуска църковен брак само между кръстени в своето лоно, докато в Римокатолическата църква са разрешени смесените бракове между представители на двете християнски вероизповедания, тоест не е необходимо кръщение на православния християнин, за да се венчае за римокатолик в католическа църква. Православен, който се венчае в римокатолическа църква, не загубва статута си на православен, освен ако изрично не пожелае да се присъедини към католическата общност, приемайки причастие, като преди това се изповяда пред католически свещеник.
За разлика от Православната църква, в която причастието се извършва с квасен хляб, в Римокатолическата традиция хлябът е неквасен. Осветеното вино не се приема от вярващите, както е в православието, а само от духовниците (това правило не е ненарушимо – често вярващите се причестяват и с виното). Смята се, че хостията (парченцето квасен хляб) съдържа в себе си тялото и от кръвта на Христос след освещаването на даровете.
Следвайки думите на Христос в Евангелието, Римокатоличеството приема главенството на папата, наследникът на апостол Петър, над цялата Църква. Също така в Католическата църква Символът на вярата се чете или произнася с добавката „…и от Сина“ („филиокве“, filioque) към символа на вярата. Тази добавка се прави, за да се поясни преводът на гръцката дума ἐκπορευόμενον (изхожда и произхожда) в Никео-Цариградския символ, която не съответства напълно на латинския глагол ¨procedit¨. Горната добавка се налага, за да се получи пълноценна представа за каноничната истина, че Св. Дух произхожда само и единствено от Отца, но същевременно изхожда от Сина, тъй като е „Дух Христов“.
В никакъв случай изразът „…и от Сина“ не е бил добавен с намерението да се принизи йерархичността в Троицата, тоест да се изменя църковното учение или за да бъде самоволно променян Никео-Цариградския Символ на вярата (както бива обвинявана Вселенската (Католическата)християнска църква днес), а по-скоро, за да уточни Символа на вярата в неговия превод на латински. Това е и причината римските патриарси (папите), въпреки първоначалната си съпротива, накрая да я приемат като общовалидна на Запад, като и днес Римокатолическата църква безусловно подчертава, че на гръцки език Символът на вярата не се нуждае от горната добавка.
По време на Светата литургия верните изповядат:
- Химн (Gloria)
- Верую (Credo)
- Отче наш (Pater Noster)

98% от римокатолиците принадлежат към западния (латински) обред. Останалите 2% са към някой от източните обреди. Частите на римокатолическата църква, използващи източен обред, се наричат източни или обединени униатски католически църкви.

## История

### Възникване на Християнската църква
Римокатолическата църква, наред с Източноправославната, е продължител на ранната християнска църква, основана от Иисус Христос. Според Новия завет Христос избира сред последователите си 12 апостоли, на които възлага да продължат неговото дело, като на апостол Петър възлага особената задача на главенство върху цялата Църква. , когато казва „на тоя камък ще съградя църквата Си… и ще ти дам ключовете на царството небесно“.  Явяването на Светия Дух на Петдесетница поставя началото на църквата, а епископите са наследници на първите апостоли.
Според католическото предание, апостол Петър се установява в Рим, където основава църковна община, служи като първи римски епископ и оставя папа Лин за свой наследник. Това потвърждават текстове на раннохристиянски автори, като апостол Павел и папа Климент I, както и от някои археологически данни. Има и такива историци, които отхвърлят пряката връзка на Римокатолическата църква с Исус Христос, смятайки, че в Рим не е имало епископ по времето на апостолите.

### Реформация и Контрареформация
Реформацията е обществено-религиозно движение в Западна Европа, което довежда до обособяването на протестантството като отделно направление на xристиянството. За нейни хронологични граници обикновено се приемат 1517 година, когато Мартин Лутер обявява своите 95 тезиса, и 1648 година, когато Вестфалският мирен договор слага край на продължителните религиозни войни в Европа.